# Teresa Palmer

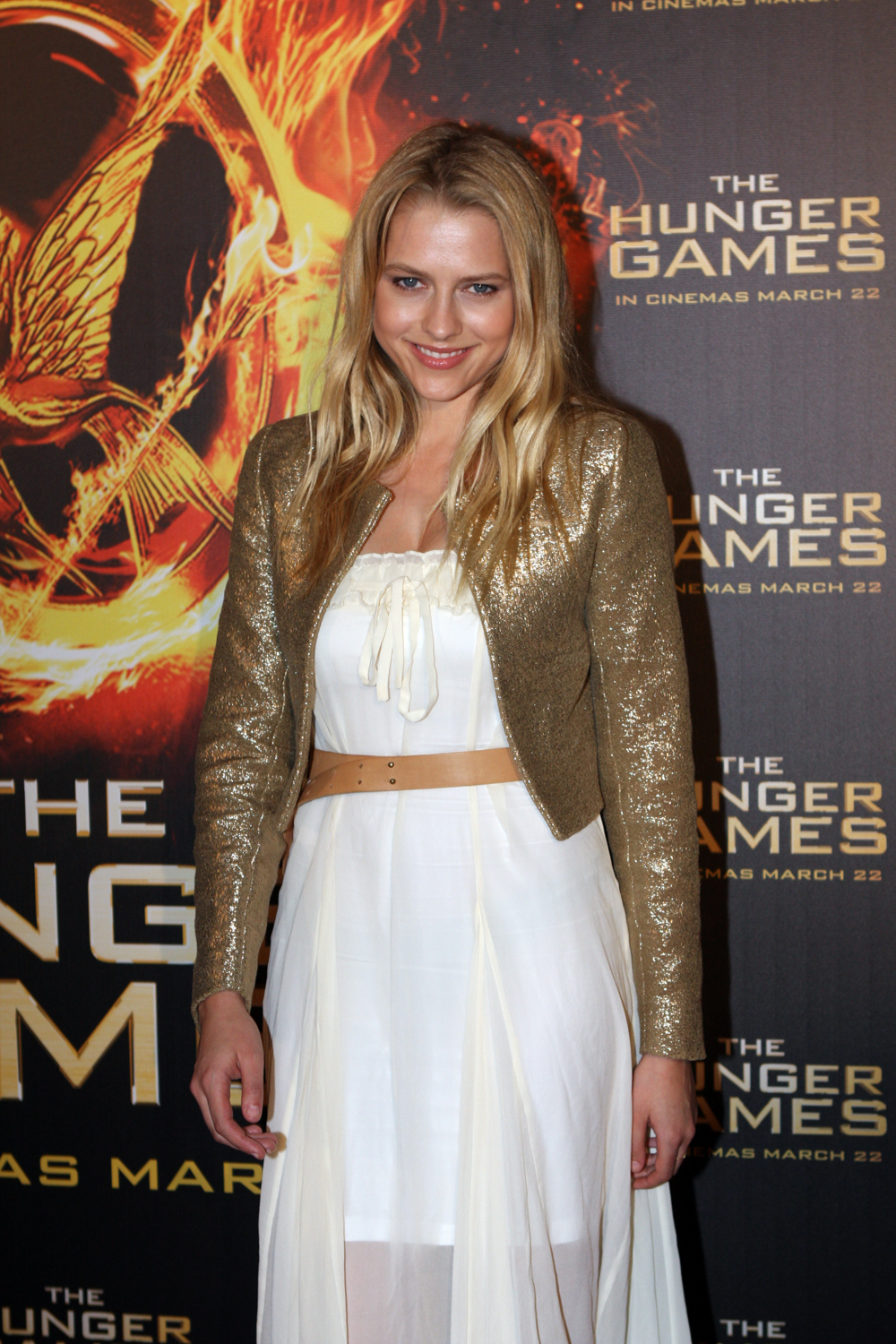
Teresa Palmer (2012)

Teresa Mary Palmer (ur. 26 lutego 1986 w Adelaide) – australijska aktorka i modelka, występowała m.in. w filmach Uczeń czarnoksiężnika oraz Wiecznie żywy.

## Życie prywatne
Urodziła się w australijskiej Adelajdzie, obecnie mieszka w Kalifornii w Los Angeles. Ukończyła w 2003 roku Mercedes College. Od 2013 jej mężem jest Mark Webber.

## Filmografia
- 2005: Wolf Creek, jako imprezowiczka
- 2006: 2:37, jako Melody
- 2006: The Grudge – Klątwa 2 (The Grudge 2), jako Vanessa
- 2007: Grudniowi chłopcy (December Boys), jako Lucy
- 2008: Opowieści na dobranoc (Bedtime Stories), jako Violet Nottingham
- 2008: Restriant, jako Dale
- 2010: Uczeń czarnoksiężnika (The Sorcerer’s Apprentice), jako Becky
- 2011: Quirky Girl, jako Claire
- 2011: Niedźwiedź (Bear), jako Emelie
- 2011: Jestem numerem cztery (I Am Number Four), jako Numer 6
- 2011: Szalona noc (Take Me Home Tonight), jako Tori Frederking
- 2012: Gdybyś tu był (Wish You Were Here), jako Steph McKinney
- 2013: Miłość i honor (Love and Honor), jako Candace
- 2013: Wiecznie żywy (Warm Bodies), jako Julie
- 2014: Długo i szczęśliwie (The Ever After), jako Ava
- 2014: Trzy razy śmierć (Kill Me Three Times), jako Lucy Webb
- 2014: Parts Per Billion, jako Anna
- 2014: Miasteczko Cut Bank (Cut Bank), jako Cassandra Steeley
- 2015: Point Break, jako Samsara Dietz
- 2015: Rycerz pucharów (Knight of Cups), jako Karen
- 2016: Too Legit, jako Kimmie
- 2016: Kiedy gasną światła, jako Rebecca
- 2016: Przełęcz ocalonych (Hacksaw Ridge), jako Dorothy Shutte
- 2016: Wybór (The Choice), jako Gabby Holland
- 2016: Message from the King, jako Kelly
- 2016: Psy mafii (Triple 9), jako Michelle Allen
- 2017: Berlin Syndrome, jako Clare
- 2017: 2:22, jako Sarah
- 2019: Dogonić marzenia (Ride Like a Girl), jako Michelle Payne